# Kloáka

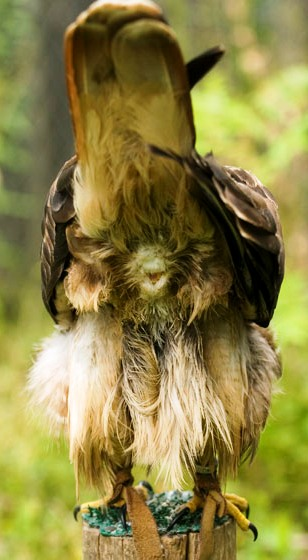
Egy rőtfarkú ölyv(Buteo jamaicensis) kloákája.

A kloáka az állattani anatómiában egy olyan hátulsó testnyílás, amely az egyedüli kijáratát jelenti az emésztőszerv rendszernek, a szaporítószerv rendszernek és a kiválasztó szervrendszernek egyes fajoknál. A latin eredetű szó eredeti jelentése 'csatorna'. Valamennyi kétéltű, madár és hüllő ilyen kivezető nyílásokkal rendelkezik a vizelet, az ürülék ürítése céljából a méhlepényesektől eltérően, amelyek két különböző nyílással végzik azt.
A kloáka környékén néhány hüllő, kétéltű és kloákás esetében egy váladékképző szerv található, amelyet azok a területmegjelöléskor használnak.

## Madaraknál
A madarak szaporodáskor is kloákájukat használják, amihez elég pár másodpercig összeillesztenie a hímnek és a nősténynek kloákáikat amíg a hímivarsejtek átjutnak.
Kutatók megfigyelték néhány madárfajnál, hogy kloákájukat használják testük hűtéséhez úgy, hogy csupasz lábukat leürítik. Az ürülék párolgása hűti vérkeringésüket. (lásd: urohidrózis)

## Emlősöknél
Kizárólag a kloákások rendelkeznek kloákával, de még ezeknél is elkülönülnek a végbél és a vizelő nyílások.

### Embereknél
Amíg ki nem alakulnak a kiválasztó és az emésztő szervrendszerek, addig az embereknek ún. embrionális kloákája van.

## Kloákalégzés
Néhány teknősfaj a merülés közben a kloákája mellett elhelyezkedő hólyagokkal nyeri ki a vízből az oxigént.